# Spinofacia pectinatus
Spinofacia pectinatus è un pesce osseo estinto, appartenente ai paleonisciformi. Visse tra il Carbonifero inferiore e il Carbonifero superiore (circa 320 - 315 milioni di anni fa) e i suoi resti fossili sono stati ritrovati in Nordamerica.

## Descrizione
Questo pesce, come molti paleonisciformi simili, possedeva un corpo affusolato e un cranio dotato di un'ampia bocca e un muso corto e smussato. Si differenziava dalle forme simili, però, per la caratteristica presenza di ossa golari laterali sovrannumerarie, e soprattutto per numerosi denticoli sparsi su varie ossa dermiche del cranio.

## Classificazione
Spinofacia è un rappresentante dei paleonisciformi, un variegato gruppo di pesci attinotterigi arcaici, ma non sono chiare le sue effettive parentele con gli altri membri del gruppo. Spinofacia pectinatus venne descritto per la prima volta nel 2011, sulla base di resti fossili ritrovati nello Utah centrale, nella formazione Manning Canyon Shale, risalente al limite tra il Carbonifero inferiore e il Carbonifero superiore. Altri pesci ossei ritrovati nella stessa formazione sono un altro paleonisciforme (Guntherichthys) e un aeduellide (Bourbonnella).